# Kruszyna
Kruszyna è un comune rurale polacco del distretto di Częstochowa, nel voivodato della Slesia.
Ricopre una superficie di 93,42 km² e nel 2004 contava 4 890 abitanti.